# Стийв Зан
Стийв Зан (на английски: Steven James "Steve" Zahn, Стивън Джеймс „Стийв“ Зан) e американски комедиен и филмов актьор. Роден е на 13 ноември 1967 г. град Маршал, Минесота, САЩ. Дебютира в киното през 1990 г. в сериала „Всички мои деца“.

## Частична филмография
- „Всички мои деца“ (1990)
- „Хапки от реалността“ (1994)
- „Аленият прилив“ (1995)
- „Приятели“ (1995)
- „Слънчево рали“ (1996)
- „Музиката, която правиш“ (1996)
- „Обект на желание“ (1998)
- „Извън контрол“ (1998)
- „Касоразбивачите“ (1998)
- „Имате поща“ (1998)
- „Щастливи в Тексас“ (1999)
- „Стюарт Литъл“ (1999)
- „Природни сили“ (1999)
- „Хамлет“ (2000)
- „Отбор глупаци“ (2000)
- „Опасна шега“ (2001)
- „Дяволска жена“ (2001)
- „Момчетата на моя живот“ (2001)
- „Стюарт Литъл 2“ (2002)
- „Ченгета без значки“ (2003)
- „Таткова градина“ (2003)
- „Падение: Историята на Стивън Глас“ (2003)
- „Служител на месеца“ (2004)
- „Чикън Литъл“ (2005)
- „Сахара“ (2005)
- „Бандитки“ (2006)
- „Зората на спасението“ (2007)
- „Великият Бък Хауърд“ (2008)
- „Монк“ (2009)
- „Перфектното бягство“ (2009)
- „Бягство от планетата Земя“ (2013)
- „Клубът на купувачите от Далас“ (2013)
- „Добрият динозавър“ (2015)
- „Капитан Фантастик“ (2016)